# Yumi Kida
Yumi Kida (em japonês:  貴田 裕美, Kida Yumi; Minato, 30 de junho de 1985) é uma maratonista aquática japonesa.

## Carreira

### Rio 2016
Kida competiu nos 10 km feminino nos Jogos Olímpicos de Verão de 2016, ficando na 12ª colocação.